# 5161 Wightman
5161 Wightman eller 1980 TX3 är en asteroid i huvudbältet som upptäcktes den 9 oktober 1980 av den amerikanska astronomen Carolyn S. Shoemaker vid Palomar-observatoriet. Den är uppkallad efter Kingsley W. Wightman.
Asteroiden har en diameter på ungefär 8 kilometer och den tillhör asteroidgruppen Koronis.